# گلنور یرلیسو
گلنور یرلیسو (Gülnur Yerlisu؛ متولد ۱۹۸۳) زن تکواندوکار قهرمان اروپا و اهل ترکیه است.
وی در کلن در یک خانواده ترک در آلمان متولد شد.
گلنور یرلیسو در مسابقات قهرمانی تکواندو جهان ۱۹۹۱ که در آتن یونان برگزار شد، مدال نقره را از آن خود کرد. او در مسابقات قهرمانی تکواندو اروپا در سال ۱۹۹۲ در والنسیا، اسپانیا قهرمان اروپا شد. وی در مسابقات قهرمانی تکواندو جهان ۱۹۹۳ که در شهر نیویورک ایالات متحده برگزار شد، برنده مدال برنز شد.